# Henriette de Savoie-Villars
Henriette de Savoie-Villars (Henriette de Savoie ou Savoie de Tende-Villars, plus rarement de Savoie-Lascaris), décédée vers la fin octobre ou au début du mois suivant de l'année 1611, probablement le 14 octobre, à Soissons, est une aristocrate, issue de la branche des Savoie-Villars, héritière de son père Honorat II de Savoie du comté de Tende, marquise de Villars et de Miribel, et par mariage duchesse de Mayenne.

## Biographie

### Origines
La date de naissance d'Henriette de Savoie — ou Henrie chez Guichenon (1660), repris par le Nobiliaire de Guienne et de Gascogne (1858) ou encore Henrye chez Panisse-Passis (1889) — n'est pas connue. Henri de Panisse-Passis, auteur de Les Comtes de Tende la maison de Savoie (1889), avance toutefois l'année 1541, voire au plus tard l'année suivante. Les sites MedLands ou encore genealogy.euweb.cz donnent également « 1541/42 ». Elle est la fille unique issue du mariage entre Honorat II de Savoie, comte de Tende, comte puis marquis de Villars et Amiral de France, et de Jeanne-Françoise de Grailly-Foix, fille du comte Alain de Foix-Candale (fils de Gaston II de Foix-Candale), vicomte de Castillon, et de Françoise de Montpezat, baronne d'Aiguillon, durant l'année 1540.
Elle appartient à la famille des Savoie-Villars, dite aussi Savoie-Tende, branche légitimée de la maison de Savoie.

### Mariages
En 1555, elle est fiancée à Jean IX de Créquy (1535-1557), prince de Poix.
Le 26 juin 1560, (on trouve également proposé l'année 1568 sur un site généalogique), elle est mariée à Melchior de Lettes-Desprez — ou de Lettes des Prez — († ca. 1568/1572), seigneur de Montpezat et du Fou, sénéchal de Poitou. Les auteurs Samuel Guichenon et Henri de Panisse-Passis le donnent, par erreur, gouverneur de Guyenne. Il est le fils d'Antoine de Lettes-Desprez de Montpezat, maréchal de France, et de Lyette du Fou. Le couple a huit enfants. Melchior de Lettes-Desprez meurt vers 1572, selon Panisse-Passis (et repris sur les sites généalogiques,).
Henriette est à nouveau mariée. Elle épouse en secondes noces, en 1576 — on trouve les dates suivantes : 3 juillet (selon Guichenon), le 23 juillet (selon Panisse-Passis), ou encore le 6 août (selon les sites de généalogies spécialisés), — Charles de Lorraine, duc de Mayenne. Ce dernier est le fils de François Ier de Lorraine, 2e duc de Guise, et de Anne d'Este. Le comte de Panisse-Passis analyse ainsi cette union « Henriette […], par son père était proche parente des maisons de France et de Savoie, et par sa mère, Jeanne de Foix, avait des liens de parenté avec la maison royale d'Albret et les plus grandes maisons de Guienne et de Gascogne, était un parti très considérable et des plus recherchés. La maison de Lorraine, d'origine souveraine, alors la plus puissante du royaume, vint chercher en Guienne Henriette de Savoie, qui lui apportait de si nombreuses alliances avec les familles souveraines et la haute noblesse, en même temps qu'un fort riche héritage. »
Le mariage, nous dit Guichenon, est célébré en présence du roi de France, Henri III, Catherine de Médicis et de nombreuses personnalités du royaume.

### Succession du comté de Tende
En 1572, lorsque Honoré Ier de Savoie, comte de Tende, meurt sans testament, son oncle, Honorat de Savoie, père d'Henriette, réclame la succession comme détenteur légitime des droits,. Renée de Savoie-Tende, dame d'Urfé, sœur d'Honoré Ier et cousine d'Henriette, réclame également sa part,. Un conflit s'engage entre les deux familles et leurs partisans,. Deux accords, en 1574 et en 1575, amène les droits de Jacques Ier d'Urfé et de sa femme Renée de Savoie-Tende au duc de Savoie.
Henriette héritière de son père semble résigner ses droits sur le comté en faveur de la Maison de Savoie. Nouvellement mariée au duc de Mayenne (1576), les habitants de Tende prêtent néanmoins serment à son second époux, le duc de Mayenne, Charles de Lorraine. Au cours de cette même année, elle négocie avec le duc de Savoie l'échange de ses droits sur Tende et Oneille contre Miribel, qui comprenait les villages de Monthelier, Sathonay en Bresse et de Loyettes. Ces terres sont érigées en marquisat dit de Miribel. Un accord est signé en 1579 et les droits sur le comté de Tende reviennent définitivement à la Maison de Savoie, le 4 septembre 1581,,.

### Fin de vie et succession
Le 3 octobre 1611, le duc meurt à Soissons. La duchesse meurt quelques semaines plus tard, peut-être à la fin octobre. Les sites Internet de généalogie genealogy.euweb.cz et MedLands (Foundation for Medieval Genealogy) la date du 14 octobre 1611 est avancée. MedLands donne comme lieu de décès Soissons.
Son corps est inhumé dans la cathédrale de Soissons, à côté de son époux, le duc Charles de Lorraine.

## Famille et descendance
Henriette de Savoie-Villars se marie deux fois, :
1. en 1560, Melchior de Lettes-Desprez († ca. 1572 ; fils d'Antoine)[3],[4], seigneur de Montpezat, dont huit enfants (selon Panisse-Passis)[3]
  - Emmanuel-Philibert, marquis de Villars, tué au siège de Montauban en 1621, marié sans postérité à Éléonore Thomassin, demoiselle de Montmartin (tante d'Emmanuel d'Averton, qui sera un des cohéritiers de Pressigny). Il combat avec son beau-père, Charles de Mayenne, et son demi-frère Henri de Lorraine-Mayenne dans la Ligue ;
  - Claude († après 1597) ;
  - Henri († 1619), nommé à l'évêché de Montauban, il en a abdiqué en 1595 sans avoir été sacré, marquis de Montpezat, marié à Claire-Suzanne de Gramont, dame d'Aster, fille d'Antoine Ier de Gramont, souverain de Bidache, baron de Gramont, comte de Guiche, vicomte d'Aster[19] ;
  - Jacques († 1616) ;
  - Madeleine, x Honoré/Rostaing de La Baume de Suze (père par un autre mariage de l'évêque Louis), parents de Jacques-Honorat de La Baume de Suze, marquis de Villars ;
  - Gabrielle († 1653), seconde épouse de Jean de Saulx, vicomte de Ligny ;
  - Éléonore, x en 1588 Gaspard de Pontevès, grand sénéchal de Provence ;
  - Marguerite († 1650).
2. en 1576, avec Charles (II) de Lorraine, duc de Mayenne, ils ont quatre enfants[17] :
  - Henri (1578-1621), duc de Mayenne et d'Aiguillon ;
  - Charles-Emmanuel (1581 † 1609), comte de Sommerive ;
  - Catherine, dite aussi Catherine de Lorraine (1585-1618), mariée en 1599 à Charles Ier Gonzague (1580 † 1637), duc de Mantoue ;
  - Renée († en 1638), mariée en 1613 à Mario II Sforza di Santa Fiora (1594 † 1658), duc d'Ognano et de Segni, comte de Santa Fiora.

### Sources et bibliographie
- Samuel Guichenon, Histoire généalogique de la Royale Maison de Savoie ou Histoire généalogique de la Royale Maison de Savoie justifiée par titres, fondations de monastères, manuscrits, anciens monuments, histoires, et autres preuves authentiques, chez Jean-Michel Briolo, 1660
- Henri de Panisse-Passis, Les comtes de Tende de la maison de Savoie, Librairie Firmin-Didot et Cie, 1889, 386 p. (lire en ligne)